# Komi Can't Communicate
Komi Can't Communicate (古見さんは、コミュ症です。?, Komi-san wa, komyushō desu., lett. "Komi ha difficoltà a comunicare.") è un manga scritto e disegnato da Tomohito Oda, serializzato sul settimanale Weekly Shōnen Sunday di Shogakukan dal 18 maggio 2016 al 29 gennaio 2025. L'edizione italiana è curata dalla J-Pop, che pubblica la serie dal 30 settembre 2020.

## Trama
Komi Shouko è una ragazza che frequenta l'istituto privato Itan High, dove è estremamente popolare tra i suoi compagni a causa della sua bellezza e del suo atteggiamento apparentemente altezzoso e superiore. Il primo giorno di lezione conosce Tadano Hitohito, suo vicino di banco: questi scopre, dopo aver provato a parlare con lei, che Komi in realtà soffre di un disturbo della comunicazione tale da impedirle di parlare dinanzi ad altre persone e, di conseguenza, di poter stringere amicizia con chiunque. Tadano si ripromette così di aiutarla a raggiungere il suo obiettivo di trovare cento amici.

## Personaggi
Nell'originale i nomi dei vari personaggi sono costituiti da giochi di parole: se letti nell'ordine giapponese, quindi prima il cognome e poi il nome, rivelano infatti delle caratteristiche che li contraddistinguono.
Komi Shouko (古見 硝子?, Komi Shouko)
Doppiata da: Aoi Koga (ed. giapponese), Veronica Puccio (ed. italiana)
Ragazza molto bella ma che soffre di gravi disturbi della comunicazione e di ansia sociale, che le impediscono quindi di poter parlare con chiunque. Nonostante ciò, la sua bellezza e il suo atteggiamento distaccato e composto (in realtà una conseguenza dei suoi problemi di comunicazione) sono percepiti dagli estranei come segni di raffinatezza, rendendola quindi molto popolare ma impedendo a chiunque di poterla conoscere bene. Perlopiù si esprime attraverso le espressioni facciali oppure scrivendo i suoi pensieri su un quadernetto, mentre è in grado di parlare tranquillamente al telefono. Il suo sogno è quello di superare i suoi problemi di comunicazione e stringere amicizia con cento persone.
Tadano Hitohito (只野 仁人?, Tadano Hitohito)
Doppiato da: Gakuto Kajiwara (ed. giapponese), Andrea Di Maggio (ed. italiana)
Compagno di banco di Komi, è descritto come un ragazzo nella norma in tutto quello che fa. È la prima persona con cui Komi stringe amicizia dopo che lui scopre involontariamente i suoi problemi di comunicazione; è inoltre una delle poche persone a interpretare correttamente i pensieri di Komi attraverso le espressioni facciali. Con il procedere della storia inizia a sviluppare dei sentimenti romantici per la compagna, ripromettendosi di aiutarla a raggiungere il traguardo dei cento amici. Il suo nome è un gioco di parole con ただの人人?, tada no hitohito, lett. "una persona ordinaria".
Osana Najimi (長名 なじみ?, Osana Najimi)
Personaggio doppiato da: Rie Murakawa (ed. giapponese), Martina Felli (ed. italiana)
Personaggio dal genere ambiguo, amico di Tadano sin dalle scuole medie: nonostante questi lo ritenesse un ragazzo, quando viene presentato si autodefinisce una ragazza, essendo vestito con una divisa femminile; questa ambiguità è sottolineata scherzosamente più volte nel manga, e nell'originale ci si riferisce a Najimi con pronomi neutrali. Si autodefinisce "amico d'infanzia" di tutti gli studenti della scuola, ed è descritto come una persona in grado di stringere amicizia con chiunque. Molto vivace e amante degli scherzi, si impegna ad aiutare Komi a integrarsi con i compagni, elaborando piani e strategie che generalmente si rivelano essere giochi e sfide piuttosto inusuali. Il suo nome è un gioco di parole con 幼馴染?, osananajimi, lett. "amico d'infanzia".
Manbagi Rumiko (万場木留美子?, Manbagi Rumiko)
Compagna di classe di Komi, Tadano e Najimi a partire dal secondo anno. È una gyaru che era solita presentarsi a scuola con un trucco eccessivo e sin troppo appariscente, essendo molto insicura riguardo al suo aspetto fisico. Dopo l'intervento di Komi, che la rassicura diventando sua amica, e un commento di Tadano, secondo il quale è molto più carina senza trucco, entra a far parte della cerchia di amici dei due. Con il passare del tempo il rapporto con Komi diventa sempre più solido, mentre inizia anche a innamorarsi di Tadano. Il suo cognome fa riferimento allo stile manba delle gyaru.

## Media

### Manga
Il manga, scritto e disegnato da Tomohito Oda, ha debuttato con un capitolo one-shot su Weekly Shōnen Sunday il 15 settembre 2015. La serie regolare è iniziata il 18 maggio 2016 sulla stessa rivista con alcuni leggeri cambiamenti rispetto al capitolo pilota. Il primo volume tankōbon è stato pubblicato il 16 settembre 2016 e al 18 marzo 2025 ne sono stati pubblicati in tutto 37. Il 18 ottobre 2021 è stato poi distribuito il fanbook ufficiale. La serie si è conclusa con la pubblicazione dell'ultimo capitolo il 29 gennaio 2025.
Un'edizione in lingua inglese è stata annunciata nel 2018 da Viz Media in occasione dell'Anime NYC e pubblicata dall'11 giugno 2019 con il titolo Komi Can't Communicate. Un'edizione in lingua taiwanese è stata pubblicata da Chingwin Publishing Group da febbraio 2018, inducendo una controversia sulla traduzione del titolo – "disturbo della comunicazione" (コミュ症?, komyushō) è stato reso con "perdente nella comunicazione" – tra i lettori taiwanesi. È stato poi pubblicato in Indonesia dalla Elex Media Komputindo il 18 ottobre 2019.
In Italia la serie viene pubblicata da Edizioni BD sotto l'etichetta J-Pop dal 30 settembre 2020. Ogni singolo capitolo viene chiamato "Comunicazione".

#### Volumi
| 1  | 16 settembre 2016 | ISBN 978-4-09-127343-7 | 30 settembre 2020 | ISBN 978-88-349-0398-8 |
| 1  | Capitoli - 1. Una persona ordinaria (普通の人です?, Futsuu no hito desu) - 2. Pacificamente (平穏です?, Heiondesu) - 3. Un tipo minaccioso (曲者です?, Kusemonodesu) - 4. Negata (苦手です?, Nigatedesu) - 5. Voglio parlare (喋りたいんです?, Shaberitai ndesu) - 6. Voglio scusarmi (謝りたいんです?, Ayamaritai ndesu) - 7. Riproviamoci (もう一回、です?, Mooikkai, desu) - 8. Sono... terrorizzata (怖い... です?, Kowai... desu) - 9. Amici d'infanzia (幼馴染です?, Osananajimidesu) - 10. Un passato oscuro (黒歴史です?, Kokurekishidesu) - 11. Non sono un killer (殺し屋じゃないです?, Koroshiya janai desu) - 12. La fattorina (パシリです?, Pashiru desu) - 13. La prima commissione (はじめてのおつかいです?, Hajimetenootsukai desu) - 14. Ansia da prestazione (あがり症です?, Agarishoo desu) - 15. Si va a scuola (登校です?, Tookoo desu) - 16. Il telefono cellulare (携帯電話です?, Geitaidenwa desu) - 17. I rappresentanti di classe (委員会決です?, Īnkaigi desu) - 18. Ho telefonato per sbaglio (間違い電話です?, Machigaidenwa desu) - 19. Il signor Saito (斉藤さんです?, Saitō-san desu) |                        |                   |                        |
| 2  | 16 dicembre 2016 | ISBN 978-4-09-127426-7 | 25 novembre 2020  | ISBN 978-88-349-0412-1 |
| 2  | Capitoli - 20. L'esame medico (身体検査です?, Shintai kensa desu) - 21. Il test atletico (体力測定です?, Tairyoku sokutei desu) - 22. La visita a casa (家庭訪問です?, Kateihoomon desu) - 23. Ren (恋です!?, Rendesu !) - 24. Ren 2 (恋です! 2?, Rendesu ! 2) - 25. Ren 3 (恋です! 3?, Rendesu ! 3) - 26. Ren 4 (恋です! 4?, Rendesu ! 4) - 27. La divisa estiva (夏服です?, Natsufuku desu) - 28. Tagliolinibencottisenzagrassoconzenzeroepocheverdure (メンヤワラカメアブナツツョウガヤサイスクナメです?, Men'yawarakameabunatsutsu~yoogayasaisukuname desu) - 29. Le freddure (おわり?, Owari) - 30. Piove (雨です?, Ame desu) - 31. Il patto di sangue (血の契約です?, Chi no keiyaku desu) - 32. Quando Tadano era alle medie (只野くんの中学時代です?, Tadano-kun no chūgaku jidai desu) - 33. Gli acquisti (お買い物です?, O kaimono desu) - 34. Il parrucchiere (美容室です?, Miyōshitsu desu) |                        |                   |                        |
| 3  | 17 marzo 2017 | ISBN 978-4-09-127509-7 | 20 gennaio 2021   | ISBN 978-88-349-0456-5 |
| 3  | Capitoli - 35. Rimuginare (モヤモヤです?, Moyamoya desu) - 36. Studiare per i test (テスト勉強です?, Tesuto benkyō desu) - 37. Le vacanze estive (夏休みです?, Natsuyasumi desu) - 38. L'appuntamento (街ち合わせです?, Machi awase desu) - 39. La piscina (プールです?, Pūru desu) - 40. È solo un graffio (擦り剥いただけです?, Suri muita dake desu) - 41. La biblioteca (図書館です?, Toshokan desu) - 42. Kakigori (かき氷です?, Kakigōri desu) - 43. Un lavoretto (アルバイトです?, Arubarito desu) - 44. Il parco giochi (公園です?, Kōen desu) - 45. Obon (お盆です?, Obon desu) - 46. Il matsuri (お祭りです?, Omatsuri desu) - 47. Il matsuri 2 (お祭りです 2?, Omatsuri desu 2) |                        |                   |                        |
| 4  | 16 giugno 2017 | ISBN 978-4-09-127575-2 | 31 marzo 2021     | ISBN 978-88-349-0540-1 |
| 4  | Capitoli - 48. I videogiochi (テレビゲームです?, Terebi gēmu desu) - 49. Una giornata molto calda (暑い日です?, Atsui hi desu) - 50. Le vacanze estive sono finite (夏休みも終わりです?, Natsuyasumi mo owari desu) - 51. Una ragazza di campagna (田舎の子です?, Inaka no ko desu) - 52. Hai qualcosa in faccia (顔にゴミがついてます・・・です?, Koi ni gomi ga tsuitemasu desu) - 53. Il nome (名前です?, Namae desu) - 54. Il festival dello sport, prima parte (体育祭前編です?, Taiikumatsuri zenpen desu) - 55. Il festival dello sport, seconda parte (体育祭後編です?, Taiikumatsuri kōhen desu) - 56. I sentimenti (気持ちです?, Kimochi desu) - 57. Purikura (プリクラです?, Purikura desu) |                        |                   |                        |
| 5  | 18 luglio 2017 | ISBN 978-4-09-127664-3 | 21 aprile 2021    | ISBN 978-88-349-0591-3 |
| 5  | Capitoli - 58. Un sentimento un po' amaro (ちょっと苦しいような気持ちです?, Chotto kurushī yōna kimochi desu) - 59. Il tifone (台風です?, Taifū desu) - 60. Dopo il tifone (台風一過です?, Taifū itsuka desu) - 61. A caccia di prelibatezze (みんなでグルメです?, Min'na de Gurume desu) - 62. Il programma del Festival culturale (文化祭の出し物です?, Bunkasai no dashimono desu) - 63. Farsi accompagnare (連れ添いです?, Tsuresoi desu) - 64. I preparativi del Festival culturale (文化祭準備です?, Bunkasai junbi desu) - 65. Distribuire volantini (チラシ配くばりです?, Chirashikubari desu) - 66. Il giorno precedente al festival (文化祭前日です?, Bunkasai zenjitsu desu) - 67. La maid (メイドです?, Meido desu) - 68. Anche Tadano è una maid (只野くんもメイドです?, Tadano-kun mo Meido desu) - 69. Il maid café di Najimi (なじみちゃんのメイドカフェです?, Najimi-chan no Meido Kafe desu) - 70. Il Festival culturale, prima parte (文化祭です?, Bunkasai desu) - 71. Il Festival culturale, seconda parte (文化祭です 2?, Bunkasai desu 2) - 72. La cerimonia di chiusura (後夜祭です?, Kōyasai desu) |                        |                   |                        |
| 6  | 18 ottobre 2017 | ISBN 978-4-09-127856-2 | 26 maggio 2021    | ISBN 978-88-349-0623-1 |
| 6  | Capitoli - 73. Dopo il Festival culturale (打ち上げです?, Uchiage desu) - 74. Shopping con papà (お父さんとお貝い物です?, Otōsan to okai mono desu) - 75. Fantasticare (妄想です?, Mōsō desu) - 76. Un teppista (不良です?, Furyō desu) - 77. Fantasticare, seconda parte (不良です 2?, Furyō desu 2) - 78. L'arrivo dell'inverno (冬の訪れです?, Fuyu no otozure desu) - 79. Studiare a casa di Nakanaka (中々さんちで勉強です?, Nakanaka-san chi de benkyō desu) - 80. L'invito a pranzo (お昼のお誘いです?, Ohiru no osasoi desu) - 81. Il neko café (猫カフェです?, Neko Kafe desu) - 82. Gli esami di fine quadrimestre (期末テストです?, Kimatsu Tesuto desu) - 83. Il gioco del ti amo (愛してるゲームです?, Aishiteru Gēmu desu) - 84. Le patate dolci arrosto (石焼き芋です?, Ishiyaki imo desu) - 85. Ricordi del Festival culturale (文化祭の思い出です?, Bunkasai no omoide desu) |                        |                   |                        |
| 7  | 18 dicembre 2017 | ISBN 978-4-09-127885-2 | 23 giugno 2021    | ISBN 978-88-349-0664-4 |
| 7  | Capitoli - 86. La scelta del regalo (プレゼント選びです?, Purezento Erabi desu) - 87. Buon Natale (メリークリスマス・・・です?, Merī Kurisumasu desu) - 88. Scegliere un altro regalo (もう一つのプレゼント選びです?, Mōhitotsu no Purezento erabi desu) - 89. Il pupazzo di neve (雪だるまです?, Yukidaruma desu) - 90. Guerra di palle di neve (雪合戦です?, Yukigassen desu) - 91. L'ultimo dell'anno (年末です?, Nenmatsu desu) - 92. Capodanno (元旦です?, Gantan desu) - 93. La miko (巫女さんです?, Miko-san desu) - 94. Il Capodanno degli amici (それぞれのお正月です?, Sorezore no oshōgatsu desu) - 95. Il pattinaggio sul ghiaccio (アイススケートです?, Aisusukēto desu) - 96. La spesa per la cena (晩御飯のお買い物です?, Bangohan no o kaimono desu) - 97. Dove sedersi (座る場所です?, Suwaru basho desu) - 98. Il re (王様です?, Ō-sama desu) - 99. Il raffreddore (風邪です?, Kaze desu) |                        |                   |                        |
| 8  | 16 marzo 2018 | ISBN 978-4-09-128091-6 | 21 luglio 2021    | ISBN 978-88-349-0685-9 |
| 8  | Capitoli - 100. L'equivoco (誤解です?, Gokai desu) - 101. Un'allucinazione? (幻覚です？?, Genkaku desu?) - 102. Il narcisista (ナルンストです?, Narunsuto desu) - 103. La divisione in gruppi per la gita scolastica (修学旅行の班決めです?, Shūgakuryokō no hankime desu) - 104. La gita scolastica (修学旅行です?, Shūgakuryokō desu) - 105. La guida (ガイドさんです?, Gaido-san desu) - 106. Il bagno (お風呂です?, O furo desu) - 107. Il lancio dei cuscini (まくら投げです?, Makura nage desu) - 108. Il giorno libero (自由行動です?, Jiyūkōdō desu) - 109. Gli studi cinematografici (映画村です?, Eiga mura desu) - 110. L'universo (宇宙です?, Uchū desu) - 111. Han'nya yo-yo (ヨーヨー般若です?, Yōyō han'nya desu) - 112. La seconda notte (二日目の夜です?, Futsuka-me no yoru desu) - 113. Lo shinkasen di ritorno (帰りの新幹線です?, Kaeri no shinkansen desu) |                        |                   |                        |
| 9  | 18 giugno 2018 | ISBN 978-4-09-128254-5 | 25 agosto 2021    | ISBN 978-88-349-0720-7 |
| 9  | Capitoli - 114. Come comunicano tutti (みんなのコミュニケーションです?, Min'na no komyunikēshon desu) - 115. Gomma & go (消しゴム&ゴーです?, Keshigomu & Gō desu) - 116. I preparativi per San Valentino (バレンタインの準備です?, Barentain no junbidesu) - 117. San Valentino (バレンタインです?, Barentain desu) - 118. San Valentino 2 (バレンタインです 2?, Barentain desu 2) - 119. Dopo San Valentino (バレンタインデーのあとです?, Barentaindē no ato desu) - 120. La smagliatura (伝染です?, Densen desu) - 121. Come dare una mazza a un demone (鬼に金棒です?, Oni ni kanabō desu) - 122. Dolcezza (甘いです?, Amai desu) - 123. Il balsamo labbra (リップクリームです?, Rippukurīmu desu) - 124. La litigata (ケンカです?, Kenka desu) - 125. Il padre (17 anni) e la madre (17 anni) (お父さん（17）とお母さん（17）です?, Otōsan (17) to okāsan (17) desu) - 126. Il cioccolato dell'amicizia (友達チョコです?, Tomodachi choko desu) - 127. Venerdì 13 (13日の金曜日です?, 13-Nichi no kin'yōbi desu) - 128. White day (ホワイトデーです?, Howaitodē desu) |                        |                   |                        |
| 10 | 18 settembre 2018 | ISBN 978-4-09-128390-0 | 29 settembre 2021 | ISBN 978-88-349-0754-2 |
| 10 | Capitoli - 129. Un anno (一年間です?, Ichinenkan desu) - 130. La nuova classe (新しいクラスです?, Atarashii kurasu desu) - 131. La gyaru (ギャルです?, Gyaru desu) - 132. Sono nella tua stessa situazione (私も同じです?, Watashi mo onaji desu) - 133. Il fratello di Komi (古見くんです?, Komi-kun desu) - 134. Di nuovo manba (マンバ再びです?, Manba futatabi desu) - 135. Manbagi e Tadano (万場木さんと只野くんです?, Manbagi-san to Tadano-kun) - 136. Il trucco (メイクです?, Meiku desu) - 137. I test atletici 2 (体力測定です 2?, Tairyoku sokuteidesu 2) - 138. L'allergia al polline (花粉症です?, Kabunshō desu) - 139. Di colpo (突然です?, Totsuzen desu) - 140. Le amiche di Manbagi (万場木さんの友達です?, Manbagi-san no tomodachi desu) - 141. L'insetto (虫です?, Mushi desu) - 142. Il pigiama party (お泊まり会です?, O tomari-kai desu) |                        |                   |                        |
| 11 | 18 dicembre 2018 | ISBN 978-4-09-128590-4 | 27 ottobre 2021   | ISBN 978-88-349-0770-2 |
| 11 | Capitoli - 143. Il percorso a ostacoli (アスレチックです?, Asurechikku desu) - 144. Le stelle (星です?, Hoshi desu) - 145. Il calcio (サッカーです?, Sakkā desu) - 146. I teppisti 2 (不良です 2?, Furyō desu 2) - 147. I teppisti 3 (不良です 3?, Furyō desu 3) - 148. I teppisti 4 (不良です 4?, Furyō desu 4) - 149. Casa di Kato (加藤さんの家です?, Katō-san no ie desu) - 150. Il gran premio della divisa estiva (夏服グライプリ？です?, Natsufuku Guraipuri? desu) - 151. Il sudore (汗です?, Ase desu) - 152. Il lupo (狼です?, Ōkami desu) - 153. La dichiarazione di mamma e papà (母と父の告白です?, Haha to chichi no kokuhaku desu) - 154. Una storia che riguarda Nakanaka (中々さんのお話です?, Nakanaka-san no ohanashi desu) - 155. I volteggi alla sbarra (逆上がりです?, Saka agari desu) - 156. La stagione delle piogge (梅雨です?, Tsuyu desu) - 157. La stagione delle piogge 2 (梅雨です 2?, Tsuyu desu 2) |                        |                   |                        |
| 12 | 18 marzo 2019 | ISBN 978-4-09-128802-8 | 24 novembre 2021  | ISBN 978-88-349-0814-3 |
| 12 | Capitoli - 158. La professoressa (先生です?, Sensei desu) - 159. "Studiare per gli esami senza fare baccano", quarta edizione (第四回絶対にいるさくしてはいけないテスト勉強です?, Daiyonkai zettai ni iru saku shite wa ikenai tesuto benkyō desu) - 160. La lista delle cose che voglio fare (やりたいことリストです?, Yaritaikoto Risuto desu) - 161. I pomodorini (プチトマトです?, Puchi Tomato desu) - 162. L'invito (お誘いです?, O sasoi desu) - 163. Scegliere un costume da bagno (水着選びです?, Mizugi erabi desu) - 164. Il mare! (海！です?, Umi! desu) - 165. Il suo ragazzo (彼氏です?, Kareshi desu) - 166. Mamma e papà vanno al mare (お父さんとお母さんの海です?, Otōsan to okāsan no umi desu) - 167. La ginnastica radiofonica (ラジオ体操です?, Raijo taisō desu) - 168. Il latte caldo (ホットミルクです?, Hottomiruku desu) - 169. Giocare con le bambole (お人形遊びです?, O ningyō asobi desu) - 170. Il WcDonald's (ワックです?, Wakku desu) |                        |                   |                        |
| 13 | 18 giugno 2019 | ISBN 978-4-09-129166-0 | 29 dicembre 2021  | ISBN 978-88-349-0862-4 |
| 13 | Capitoli - 171. Un giorno senza mamma (母のいない日です?, Haha no inai desu) - 172. La piccola Rei (零ちゃんです?, Rei-chan desu) - 173. Il pedinamento di Rei (零ちゃんの追跡です?, Rei-chan no tsuiseki desu) - 174. Nakanaka e il suo epico giorno d'estate (中々さんの華麗なる夏の一日です?, Nakanaka-san no kareinaru natsu no tsuitachi desu) - 175. Il quadrifoglio (四つ葉です?, Yotsuba desu) - 176. Fare il bagno con rei (零ちゃんとお風呂です?, Rei-chan to ofuro desu) - 177. Addio, Rei (零ちゃんとお別れです?, Rei-chan to wakare desu) - 178. Un incontro estivo (夏の逢瀬です?, Natsu no ōse desu) - 179. Il clan Katai! Che paura! (恐怖！片居家の一族です?, Kyōfu! Katai-ke no ichizoku desu) - 180. La prova di coraggio (肝試しです?, Kimodameshi desu) - 181. La prova di coraggio 2 (肝試しです 2?, Kimodameshi desu 2) |                        |                   |                        |
| 14 | 16 agosto 2019 | ISBN 978-4-09-129329-9 | 19 gennaio 2022   | ISBN 978-88-349-0886-0 |
| 14 | Capitoli - 182. Una tipa tosta (硬派です?, Kōha desu) - 183. Il bus notturno (高速バスです?, Kōsoku Basu desu) - 184. Giocare in campagna (田舎遊びです?, Inaka asobi desu) - 185. Obakozumo (オオバコ相撲です?, Ōbako sumō desu) - 186. L'Obon degli altri (それぞれのお盆です?, Sorezore no obon desu) - 187. Imparare ad andare in bicicletta (自転車の練習です?, Jitensha no renshū desu) - 188. La riunione della classe 1 del secondo anno (2年1組懇親会です?, 2-nen 1-kumi konshin-kai desu) - 189. Dopo la prova di coraggio (肝試しその後です?, Kimodameshi sono go desu) - 190. Senko Hanabi (線香花火です?, Senkō hanabi desu) - 191. La zanzara (蚊です?, Ka desu) - 192. Il club di ricerca dei libri in riva al fiume (河川敷、本探し部です?, Kasenjiki, hon sagashi-bu desu) - 193. La bancarella (屋台です?, Yatai desu) - 194. I fuochi d'artificio (花火です?, Hanabi desu) - 195. Il triangolo (3人です?, 3-nin desu) |                        |                   |                        |
| 15 | 18 novembre 2019 | ISBN 978-4-09-129441-8 | 16 febbraio 2022  | ISBN 978-88-349-0914-0 |
| 15 | Capitoli - 196. Pulizia (清潔です?, Seiketsu desu) - 197. Il twister (シイスターゲームです?, Shiisutā Gēmu desu) - 198. Out & Law: the movie (OUT & LAW ~The Movie~ です?) - 199. Sasso, carta, forbici, colpisci e riparati (たたいてかぶってじゃんけんぽんです?, Tataite kabutte jankenpon desu) - 200. Il consiglio studentesco (生徒会です?, Seitokai desu) - 201. Il sorriso (笑顔です?, Egao desu) - 202. Il sostenitore (応援代表です?, Ōen daihyō desu) - 203. Il sostenitore 2 (応援代表です 2?, Ōen daihyō desu 2) - 204. L'altezza (身長です?, Shinchō desu) - 205. L'altezza 2 (身長です 2?, Shinchō desu 2) - 206. Un cuore innamorato (恋心です?, Koigokoro desu) - 207. La cena (晩餐会です?, Bansankai desu) |                        |                   |                        |
| 16 | 18 febbraio 2020 | ISBN 978-4-09-129555-2 | 9 marzo 2022      | ISBN 978-88-349-0941-6 |
| 16 | Capitoli - 208. Il festival dello sport del secondo anno (2年の体育祭です?, 2-nen no taiikumatsuri desu) - 209. Il festival dello sport del secondo anno, seconda parte (2年の体育祭です 2?, 2-nen no taiikumatsuri desu 2) - 210. Di' "AAAH" (あーんです?, Aan desu) - 211. L'acqua (水です?, Mizu desu) - 212. Il festival dello sport del secondo anno, terza parte (2年の体育祭です 3?, 2-nen no taiikumatsuri desu 3) - 213. Pat pat (ポンポンです?, Ponpon desu) - 214. Un giro in bicicletta (自転車でお出かけです?, Jitensha de odekake desu) - 215. Una giornata tra padre e figlio (父と息子の一日です?, Chichi to musuko no ichinichi desu) - 216. Emotional (エモーショナルです?, Emōshonaru desu) - 217. Il pesciolino rosso (金魚です?, Kingyo desu) - 218. Il bacio di papà e mamma (父と母のチューです?, Chichi to haha no chū desu) - 219. La divisa invernale (冬服です?, Fuyufuku desu) - 220. La divisa invernale, seconda parte (冬服です 2?, Fuyufuku desu 2) - 221. Le prove per il festival culturale (文化祭の練習です?, Bunkasai no renshū desu) - 222. Il programma del festival culturale (文化祭の予定です?, Bunkasai no yotei desu) - 223. Il primo giorno del festival culturale (文化祭の一日目です?, Bunkasai no ichinichime desu)                                                                                      |                        |                   |                        |
| 17 | 18 maggio 2020 | ISBN 978-4-09-850072-7 | 13 aprile 2022    | ISBN 978-88-349-0975-1 |
| 17 | Capitoli - 224. La parrucca (カツラです?, Katsura desu) - 225. Va tutto bene (だいじょうぶです?, Daijōbu desu) - 226. Invece mi importa (どうでもよくないです?, Dō demo yokunai desu) - 227. Naturale (当然です?, Tōzen desu) - 228. Non puoi (ダメです?, Dame desu) - 229. F.B.I. (FBIです?, FBI desu) - 230. Il teatro (当然です?, Engeki desu) - 231. L'invito (お誘いです?, Osaisoi desu) - 232. Il segreto (ナイショです?, Naisho desu) - 233. Appuntamento romantico al festival culturale (文化祭デートです?, Bunkasai dēto desu) - 234. La festa di chiusura (二人の後夜祭です?, Futari no goya-sau desu) |                        |                   |                        |
| 18 | 18 settembre 2020 | ISBN 978-4-09-850178-6 | 11 maggio 2022    | ISBN 978-88-349-1014-6 |
| 18 | Capitoli - 235. La band (バンドです?, Bando desu) - 236. Fuori dalla festa (打ち上げの外です?, Uchiage no soto desu) - 237. L'arte della seduzione (アピールですです?, Apīru desu) - 238. Ricordando il festival culturale (文化祭の振り返りです?, Bunkasai no furikaeri desu) - 239. Onigiri e misoshiru (おにぎりと味噌汁です?, Onigiri to misoshiru desu) - 240. Le tecniche (テクニックです?, Tekunikku desu) - 241. La fuga (脱出です?, Dasshutsu desu) - 242. Il picciolo (ヘタです?, Heta desu) - 243. Il bacio di mamma e papà, seconda parte (父と母のチューです2?, Chichi to haha no chū desu) - 244. Il festival culturale di Shosuke (弟の文化祭です?, Otōto no bunkasai desu) - 245. Parlare d'amore pendendola larga (水平思考恋バナです?, Suihei shikō koi bana desu) - 246. Il magazzino della palestra (体育倉庫です?, Taiiku sōko desu) |                        |                   |                        |
| 19 | 18 novembre 2020 | ISBN 978-4-09-850277-6 | 15 giugno 2022    | ISBN 978-88-349-1044-3 |
| 19 | Capitoli - 247. Incrociarsi (すれ通いです?, Suregayoi desu) - 248. Ti prende le orecchie (耳持ってかれるです?, Mimi motte kaeru desu) - 249. I saltelli (スキップです?, Sukippu desu) - 250. Fantasticare, terza parte (妄想です3?, Mōsō desu 3) - 251. L'appuntamento combinato (?) (合コン？です?, Gōkon? desu) - 252. L'appuntamento combinato (?), seconda parte (合コン？です 2?, Gōkon? desu 2) - 253. L'appuntamento combinato (?), terza parte (合コン？です 3?, Gōkon? desu 3) - 254. Fantasticare, quarta parte (妄想です 4?, Mōsō desu 4) - 255. Lo scaldamani (カイロです?, Kairo desu) - 256. I colloqui a quattro (四者面談です?, Yonsha mendan desu) - 257. Studiare e dormire a casa di Manbagi (お泊まり勉強会です?, O tomari benkyō-kai desu) - 258. Il numero di telefono (連絡先です?, Renrakusen desu) |                        |                   |                        |
| 20 | 18 febbraio 2021 | ISBN 978-4-09-850389-6 | 20 luglio 2022    | ISBN 978-88-349-1073-3 |
| 20 | Capitoli - 259. Ricambiare un regalo (プレゼントのお返しです?, Purezento no okaeshi desu) - 260. Non riuscire a dormire (眠れないです?, Nemurenai desu) - 261. Lo snowboard (スノーボードです?, Sunōbōdo desu) - 262. Lo snowboard, seconda parte (スノーボードです 2?, Sunōbōdo desu 2) - 263. Il ryokan (旅館です?, Ryokan desu) - 264. Il ryokan, seconda parte (旅館です 2?, Ryokan desu 2) - 265. Incontro tra ragazze dopo il ritorno a casa (帰宅後女子会です?, Kitaku-go joshikai desu) - 266. Papà e mamma vanno a sciare (父と母のスキーです?, Chichi to haha no sukī desu) - 267. I granchi (蟹です?, Kani desu) - 268. Vari aneddoti dal viaggio sulla neve (スキーよもやま語です?, Sukī yomoyamago desu) - 269. Parlare nel sonno (寝言です?, Negoto desu) |                        |                   |                        |
| 21 | 18 maggio 2021 | ISBN 978-4-09-850529-6 | 24 agosto 2022    | ISBN 978-88-349-1100-6 |
| 21 | Capitoli - 270. Il torneo di Numabro (ヌマブラトーナメントです?, Numabura Tōnamento desu) - 271. I consigli di fine anno (年末の報告相談です?, Nenmatsu no hōkoku desu) - 272. Fare il mochi (餅つきです?, Mochi-tsuki desu) - 273. Gli auguri di Capodanno (あけおメッセージです?, Ake o messēji desu) - 274. Vietato ridere all'ultimo dell'anno (笑っちゃダメな年末です?, Waratcha damena nenmatsu desu) - 275. Hikikomori (引きこもりです?, Hiki komori desu) - 276. Chi ingrassa a Capodanno... [CENSURA] (正月太…ごにょごにょです?, Shōgatsu futoshi... go ni yogonyo desu) - 277. Il passaporto (パスポートです?, Pasupōto desu) - 278. In aereo (搭乗です?, Tōjō desu) - 279. L'America (アメリカです?, Amerika desu) - 280. Elementary school (エレメンタリースクールです?, Erementarī Sukūru desu) - 281. Hamburger per pranzo (お昼はハンバーガーです?, Ohiru wa hanbāgā desu) - 282. Il musical (ミュージカルです?, Myūjikaru desu) - 283. Il museo (美術館です?, Bijutsukan desu) - 284. Rivedersi (再会です?, Saikai desu) |                        |                   |                        |
| 22 | 18 agosto 2021 | ISBN 978-4-09-850644-6 | 21 settembre 2022 | ISBN 978-88-349-1138-9 |
| 22 | Capitoli - 285. Non voglio, ma voglio (嫌だけど嫌じゃないです?, Iyadakedo iya janai desu) - 286. La stanza dei ragazzi (男子部屋です?, Danshi heya desu) - 287. Muoversi in gruppi (班行動です?, Han kōdō desu) - 288. Rumiko e Kometani (留美子ちゃんと米谷くんです?, Rumiko-chan to Kometani-kun desu) - 289. Naruse e Ase (成瀬くんと阿瀬さんです?, Naruse-kun to Ase-san desu) - 290. Naruse e Ase, seconda parte (成瀬くんと阿瀬さんです 2?, Naruse-kun to Ase-san desu 2) - 291. Io e Isagi (潔さんと私です?, Isagi-san to watashi desu) - 292. Gli altri ragazzi in gita (それぞれの修学旅行です?, Sorezore no shūgakuryokō desu) - 293. Girati da questa parte (こっち向いて。です?, Kotchimuite. desu) - 294. Devo scusarmi anch'io (私もごめん。です?, Watashi mo gomen. desu) - 295. Il ritorno a casa (帰国です?, Kikoku desu) - 296. Il poker indiano (インディアンポーカーです?, Indian Pōkā desu) - 297. La gita del primo anno (学年旅行です?, Gakunen ryokō desu) - 298. A scuola (学校です?, Gakkō desu) |                        |                   |                        |
| 23 | 18 ottobre 2021 | ISBN 978-4-09-850720-7 | 19 ottobre 2022   | ISBN 978-88-349-1170-9 |
| 23 | Capitoli - 299. San Valentino al secondo anno (2年のバレンタインです?, 2-nen no Barentain desu) - 300. La dichiarazione d'amore (告白です?, Kokuhaku desu) - 301. La dichiarazione d'amore, seconda parte (告白です 2?, Kokuhaku desu 2) - 302. La dichiarazione d'amore, terza parte (告白です 3?, Kokuhaku desu 3) - 303. La dichiarazione d'amore, quarta parte (告白です 4?, Kokuhaku desu 4) - 304. Il giorno dopo la dichiarazione (告白の次の日です?, Kokuhaku no tsugu no hi desu) - 305. Il giorno dopo la dichiarazione, seconda parte (告白の次の日です 2?, Kokuhaku no tsugi no hi desu 2) - 306. Le reazioni (リアクションです?, Riakushon desu) - 307. Un racconto dopo la dichiarazione d'amore (告白の後日談です?, Kokuhaku no gojitsu-dan desu) - 308. Incrocio di sguardi (目が合う。です?, Megaau. desu) - 309. Incrocio di sguardi, seconda parte (目が合う。です 2?, Megaau. desu 2) - 310. Incrocio di sguardi, terza parte (目が合う。です 3?, Megaau. desu 3) - 311. Incrocio di sguardi, quarta parte (目が合う。です 4?, Megaau. desu 4) - 312. Non lo accetto (認められないです?, Mitomerarenai desu) - 313. Dormire a casa di un'amica (お泊まり会です 2?, O tomari-kai desu 2) |                        |                   |                        |
| 24 | 18 gennaio 2022 | ISBN 978-4-09-850866-2 | 30 novembre 2022  | ISBN 978-88-349-1211-9 |
| 24 | Capitoli - 314. Torniamo a casa insieme (一緒に帰りましょうです。?, Issho ni kaerimashou desu.) - 315. Il diploma (卒業おめでとうございます。です。?, Sotsugyō omedetō gozaimasu. Desu.) - 316. Il White Day (それぞれのホワイトデーです。?, Sorezore no Howaito Dē desu.) - 317. L'appuntamento (con papà) (デート(父と)です。?, Dēto (chichi to) desu.) - 318. I vestiti per l'appuntamento (デート服です。?, Dēto-fuku desu.) - 319. Il vero appuntamento (デート本番です。?, Dēto honban desu.) - 320. Il vero appuntamento, seconda parte (デート本番です。2?, Dēto honban desu. 2) - 321. Il retroscena dell'appuntamento (デートの裏側です。?, Dēto no uragawa desu.) - 322. Lo speciale fotografico (グラビアです。?, Gurabia desu.) - 323. La cerimonia di chiusura del secondo anno (2年の修了式です。?, 2-nen no shūryō-shiki desu.) - 324. L'ultimo anno di liceo (3年生です。?, 3-nensei desu.) |                        |                   |                        |
| 25 | 18 aprile 2022 | ISBN 978-4-09-851058-0 | 5 gennaio 2023    | ISBN 978-88-349-1820-3 |
| 25 | Capitoli - 325. I compagni di classe (クラスメートは…です。?, Kurasumēto wa... desu.) - 326. Il primo giorno di scuola (入学です。?, Nyūgaku desu.) - 327. Rumiko al terzo anno di liceo (3年の留美子ちゃんです。?, 3-nen no Rumiko-chan desu.) - 328. La conversazione (会話です。?, Kaiwa desu.) - 329. Ce l'hai messa tutta (頑張りました。です。?, Ganbari mashita. Desu.) - 330. Battle royale (バトルロワイヤルです。?, Batoru Rowaiyaru desu.) - 331. Battle royale, seconda parte (バトルロワイヤルです。2?, Batoru Rowaiyaru desu. 2) - 332. Shiina (椎名さんです。?, Shīna-san desu.) - 333. Battle royale, aneddoti sparsi (バトルロワイヤルよもやま話です。?, Batoru Rowaiyaru yomoyamabanashi desu.) - 334. L'MVP (MVPです。?, MVP desu.) - 335. Battle royale, altri aneddoti (バトロワこぼれ話です。?, Batorowa kobore banashi desu.) - 336. Il salto della corda (大繩跳びです。?, Ōnawa tobi desu.) |                        |                   |                        |
| 26 | 15 luglio 2022 | ISBN 978-4-09-851185-3 | 15 marzo 2023     | ISBN 978-88-349-1932-3 |
| 26 | Capitoli - 337. Siberia Tanmen Nakamoto (西比利亜タンメン中素です。?, Shiberia tanmen-chū moto desu.) - 338. La visita (ご挨拶です。?, Go aisatsu desu.) - 339. La visita, seconda parte (ご挨拶です。2?, Go aisatsu desu. 2) - 340. La visita, terza parte (ご挨拶です。3?, Go aisatsu desu. 3) - 341. Dopo la ricreazione (レクリエーション後です。?, Rekuriēshon-go desu.) - 342. Il cavaliere (騎士です。?, Kishi desu.) - 343. Il cavaliere, seconda parte (騎士です。2?, Kishi desu. 2) - 344. Il cambio di classe (クラス替えです。?, Kurasu-gae desu.) - 345. Wakai (和貝くんです。?, Wagai-kun desu.) - 346. Le prove atletiche del terzo anno (3年の体力測定です。?, 3-nen no tairyoku sokutei desu.) - 347. L'appuntamento (?) (デート(?)です。?, Dēto (?) desu.) - 348. Visita all'università (大学見学です。?, Daigaku kengaku desu.) - 349. Visita all'università, seconda parte (大学見学です。2?, Daigaku kengaku desu. 2) |                        |                   |                        |
| 27 | 18 ottobre 2022 | ISBN 978-4-09-851349-9 | 10 maggio 2023    | ISBN 978-88-349-2049-7 |
| 27 | Capitoli - 350. Il cellulare nuovo (機種変更です。?, Kishu henkō desu.) - 351. La pesca al ruscello (渓流釣りです。?, Keiryūtsuri desu.) - 352. I partecipanti (参加メンバーです。?, Sanka Menbā desu.) - 353. La prima vittima (最初の被害者です。?, Saisho no higaisha desu.) - 354. Inizia la discussione (議論開始です。?, Giron kaishi desu.) - 355. I guastatori (宇宙拳法家です。?, Uchū kenpōka desu.) - 356. Accontent us (甘んじて明日です。?, Amanjite ashita desu.) - 357. Il selfie (seconda parte) (自分撮り(後編)です。?, Jibundori (kōhen) desu.) - 358. Il seflie (prima parte) (自分撮り(前編)です。?, Jibundori (zenpen) desu.) - 359. Ribon (りぼんちゃんです。?, Ribon-chan desu.) - 360. Il tifo (応援です。?, Ōen desu.) - 361. Ase e la discussione tra ragazze (阿瀬さんの女子会です。?, Ase-san no onagokai desu.) - 362. Sbaciucchiarsi (チューです。?, Chū desu.) - 363. Baciarsi (nei limiti del ragionevole) (ちゅー(無理のない範囲)です。?, Chū~yu ̄ (muri no nai han'i) desu.) |                        |                   |                        |
| 28 | 18 gennaio 2023 | ISBN 978-4-09-851532-5 | 12 luglio 2023    | ISBN 978-88-349-2248-4 |
| 28 | Capitoli - 364. La sauna (サウナです。?, Sauna desu.) - 365. Scalpore (波紋です。?, Hamon desu.) - 366. Il Gran Premio della divisa estiva (夏服グランプリ! です。?, Natsufuku Guran Puri! Desu.) - 367. Uscita tra giovani donne (妙齢女子会です。?, Myōrei joshikai desu.) - 368. Turbamento (モヤモヤです。?, Moyamoya desu.) - 369. La prima amicizia x3 (初めての友達×3です。?, Hajimete no tomodachi × 3 desu.) - 370. Il tifo 2 (応援です。2?, Ōen desu. 2) - 371. Komorebi e le sue amiche studiano per gli esami (こもれびちゃんたちのテスト勉強です。?, Komorebi-chan tachi no Tesuto benkyō desu.) - 372. La nona edizione di "Studiare per gli esami senza fare assolutamente baccano in biblioteca"! (第九回絶対にうる。?, Daikyūkai zettai ni uru.) - 373. Studiare a casa (おうち勉強会です。?, Ouchi benkyō-kai desu.) - 374. Studiare a casa 2 (おうち勉強会です。2?, Ouchi benkyō-kai desu. 2) - 375. Studiare a casa 3 (おうち勉強会です。3?, Ouchi benkyō-kai desu. 3) - 376. Vabbè, allora chi se ne frega (じゃあ、まぁ、いいかぁです。?, Jā, mā, īkā desu.) |                        |                   |                        |
| 29 | 18 aprile 2023 | ISBN 978-4-09-852027-5 | 4 ottobre 2023    | ISBN 978-88-349-1271-3 |
| 29 | Capitoli - 377. Il ritiro (合宿です。?, Gasshuku desu.) - 378. Quando Tadano era alle medie 2 (只野くんの中学時代です。2?, Tadano-kun no chūgaku jidai desu. 2) - 379. Le vacanze estive di Komorebi (こもれびちゃんの夏休みです。?, Komorebi-chan no natsuyasumi desu.) - 380. Il ritiro 2 (合宿です。2?, Gasshuku desu. 2) - 381. Il ritiro 3 (合宿です。3?, Gasshuku desu. 3) - 382. Il ritiro 4 (合宿です。4?, Gasshuku desu. 4) - 383. Il ritiro 5 (合宿です。5?, Gasshuku desu. 5) - 384. Il ritiro 6 (合宿です。6?, Gasshuku desu. 6) - 385. La candid camera del risveglio (寝起きドッキリです。?, Neoki dokkiri desu.) - 386. L'ultimo giorno del ritiro (合宿最終日です。?, Gasshuku saishūbi desu.) - 387. L'ultimo giorno del ritiro 2 (合宿最終日です。2?, Gasshuku saishūbi desu. 2) - 388. L'ultimo giorno del ritiro 3 (合宿最終日です。3?, Gasshuku saishūbi desu. 3) |                        |                   |                        |
| 30 | 18 luglio 2023 | ISBN 978-4-09-852611-6 | 14 febbraio 2024  | ISBN 978-88-349-2392-4 |
| 30 | Capitoli - 389. Kawai (河合さんです。?, Kawai-san desu.) - 390. Kawai 2 (河合さんです。2?, Kawai-san desu. 2) - 391. Kawai 3 (河合さんです。3?, Kawai-san desu. 3) - 392. Kawai è... (河合さんは、です。?, Kawai-san wa, desu.) - 393. Video: "Tutti i vantaggi di sposarmi" (『私と結婚するとこんな良いことが有りますVTR』です。?, “Watashi to kekkon suruto kon'na yoi koto ga arimasu VTR” desu.) - 394. Gioco mortale in riva al fiume (河川敷デスゲームです。?, Kasenjiki Desu Gēmu desu.) - 395. Un tentativo fallito (未遂です。?, Misui desu.) - 396. Aneddoti dal campo studio (合宿こぼれ話です。?, Gasshuku kobore banashi desu.) - 397. L'amica americana (アメリカの友達です。?, Amerika no tomodachi desu.) - 398. Il mio nome è Kuro (我が名はクロです。?, Waganaha Kuro desu.) - 399. Il taglio di capelli (散髪です。?, Sanpatsu desu.) - 400. Il festival estivo del terzo anno (3年目の夏祭りです。?, 3-nen-me no natsu matsuri desu.) - 401. Il festival estivo del terzo anno 2 (3年目の夏祭りです。2?, 3-nen-me no natsu matsuri desu. 2) |                        |                   |                        |
| 31 | 18 ottobre 2023 | ISBN 978-4-09-852853-0 | 29 maggio 2024    | ISBN 978-88-349-2539-3 |
| 31 | Capitoli - 402. Casa Kawai (河合さん家です。?, Kawai-san desu.) - 403. Casa Buta (撫田さんの家です。?, Nadeta-san no ie desu.) - 404. Vari aneddoti dal matsuri estivo (夏祭りよもやま話です。?, Natsu matsuri yomoyamabanashi desu.) - 405. Vari aneddoti dal matsuri estivo 2 (夏祭りよもやま話です。2?, Natsu matsuri yomoyamabanashi desu. 2) - 406. Fantasticare al matsuri (夏祭りでも妄想です。?, Natsu matsuri demo mōsō desu.) - 407. Il colloquio (面接です。?, Mensetsu desu.) - 408. Porta sempre tuo fratello con te (持つべきものは弟です。?, Motsubeki mono wa otōto desu.) - 409. Non so chiedere scusa (ごめんねが言えないです。?, Gomen ne ga ienai desu.) - 410. Accerchiate dalle cicale (セミクローズドサークルです。?, Semikurōzudo Sākuru desu) - 411. In coppia al matsuri estivo (二人で夏祭りです。?, Futari de natsu matsuri desu.) - 412. La seconda volta (2回目です。?, 2-kai me desu.) - 413. Il make-up (お化粧です。?, O keshō desu.) |                        |                   |                        |
| 32 | 18 gennaio 2024 | ISBN 978-4-09-853073-1 | 9 ottobre 2024    | ISBN 978-88-349-2804-2 |
| 32 | Capitoli - 414. Quella dichiarazione d'amore (あの時の告白です。?, Ano toki no kokuhaku desu.) - 415. Il secondo trimestre del terzo anno (3年の2学期です。?, 3-nen no 2 gakkidesu.) - 416. Dopo (あと…です。?, Ato…desu.) - 417. Ogiya (荻谷くんです。?, Ogitani-kun desu.) - 418. Eccezionalmente eccezionale (すごくすごいです。?, Sugoku sugoi desu.) - 419. Yamai è ammalata (山井さんは風邪です。?, Yamai-san wa kaze desu.) - 420. Il rappresentante di classe (学級委員長です。?, Gakkyū iin-chō desu.) - 421. Emoyama (江藻山さんです。?, Emoyama-san desu.) - 422. Un peccato (過ちです。?, Ayamachi desu.) - 423. Una fiction scolastica emo (エモい学園ドラマです。?, Emoi gakuen dorama desu.) - 424. Emoyama 2 (江藻山さんです。2?, Emoyama-san desu. 2) - 425. Emoyama 3 (江藻山さんです。3?, Emoyama-san desu. 3) - 426. Rumiko non deve ridere (笑ってはいけない留美子ちゃんです。?, Waratte ha ikenai Rumiko-chan desu.) - 427. Cool (クールです。?, Kūru desu.) - 428. Non so... (わかんないけど…です。?, Wakan'nai kedo… desu.) |                        |                   |                        |
| 33 | 17 aprile 2024 | ISBN 978-4-09-853220-9 | 22 gennaio 2025   | ISBN 978-88-349-3218-6 |
| 33 | Capitoli - 429. Il festival dello sport del terzo anno (3年の体育祭です。?, 3-nen no taiiku matsuri desu.) - 430. Il festival dello sport del terzo anno 2 (3年の体育祭です。2?, 3-nen no taiiku matsuri desu. 2) - 431. Il festival dello sport del terzo anno 3 (3年の体育祭です。3?, 3-nen no taiiku matsuri desu. 3) - 432. Il festival dello sport del terzo anno 4 (3年の体育祭です。4?, 3-nen no taiiku matsuri desu. 4) - 433. L'appuntamento con Rumiko (留美子ちゃんとデートです。?, Rumiko-chan to Dēto desu.) - 434. La vecchietta che è sempre in strada (いつも道にいるおばあちゃんです。?, Itsumo michi ni iru o bāchan desu.) - 435. La signora Michita (満田さんです。?, Michita-san desu.) - 436. Il portafortuna (お守りです。?, Omamori desu.) - 437. Il dibattito di gruppo (グループディスカッションです。?, Gurūpu Disukasshon desu.) - 438. Il dibattito di gruppo 2 (グループディスカッションです。2?, Gurūpu Disukasshon desu. 2) - 439. Il dibattito di gruppo 3 (グループディスカッションです。3?, Gurūpu Disukasshon desu. 3) - 440. Storia speciale (外伝です。?, Gaiden desu.) - 441. Il dibattito di gruppo 4 (グループディスカッションです。?, Gurūpu Disukasshon desu. 4) - 442. Il pizza party (ピザパです。?, Pizapa desu.)                                                                                          |                        |                   |                        |
| 34 | 18 luglio 2024 | ISBN 978-4-09-853434-0 | 14 maggio 2025    | ISBN 978-88-349-3323-7 |
| 34 | Capitoli - 443. Il supporto psicologico (心の支えです。?, Kokoro no sasae desu.) - 444. Conferenza stampa d'emergenza al femminile (緊急女子記者会見会場はこちらです。?, Kinkyū joshi kisha kaiken kaijō wa kochira desu.) - 445. Gamberi piccanti subliminali (エビチリサブリミナルです。?, Ebichiri saburiminaru desu.) - 446. Il festival culturale del liceo Yushushiu (悠修清学校文化祭です。?, Yūshūsei gakkō bunka matsuri desu.) - 447. Voglio partecipare al festival culturale (出し物やりたいです。?, Dashimono yaritai desu.) - 448. Il ristorante di ramen (出し物はラーメンです。?, Dashimono wa rāmen desu.) - 449. Il ristorante di ramen 2 (出し物はラーメンです。2?, Dashimono wa rāmen desu. 2) - 450. Il ristorante di ramen 3 (出し物はラーメンです。3?, Dashimono wa rāmen desu. 3) - 451. Inizia il festival culturale (文化祭本番です。?, Bunka matsuri honban desu.) - 452. Bastian contrario (天邪鬼です。?, Amanojaku desu.) - 453. Cenerentola (シンデレラです。?, Shinderera desu.) - 454. Drammatica (ドラマチックです。?, Doramachikku desu.) - 455. Capisco tutto (全部わかります。です。?, Zenbu wakarimasu. desu.) |                        |                   |                        |
| 35 | 18 ottobre 2024 | ISBN 978-4-09-853635-1 | 2 luglio 2025     | ISBN 978-88-349-3558-3 |
| 35 | Capitoli - 456. Il festival culturale è finito (文化祭お疲れ様です。?, Bunka matsuri otsukaresama desu.) - 457. La cerimonia di chiusura del festival culturale (文化祭閉会式です。?, Bunkamatsuri heikai-shiki desu.) - 458. La raccolta di amici (友達集めです。?, Tomodachi atsume desu.) - 459. La raccolta di ghiande (どんぐり集めです。?, Donguri atsume desu.) - 460. Il comitato “Facciamo Ridere Shosuke” (笑わせようの会です。?, Warawaseyou no kai desu.) - 461. Mizuhara (水原くんです。?, Mizuhara-kun desu.) - 462. Shosuke (笑介くんです。?, Shōsuke-kun desu.) - 463. “Me め” o “Nu ぬ” (『め』か『ぬ』です。?, “Me” ka “nu” desu.) - 464. “Ke け” o “Ha は” (『け』か『は』です。?, “Ke” ka “wa” desu.) - 465. “Ro ろ” o “Ru る” (『ろ』か『る』です。?, “Ro” ka “ru” desu.) - 466. “Gyo ぎょ” o “Mmh ん゛ん” (『ぎょ』か『ん゛ん』です。?, “Gyo” ka “n ゛n” desu.) - 467. Il bento (お弁当です。?, O bentō desu.) - 468. La fidanzata (彼女です。?, Kanojo desu.) - 469. La fidanzata 2 (彼女です。 ２?, Kanojo desu. 2) - 470. La fidanzata 3 (彼女です。 ３?, Kanojo desu. 3) - 471. Il malinteso (勘違いです。?, Kanchigai desu.) - 472. Il risultato della simulazione d’esame (模試の結果です。?, Moshi no kekka desu.) - 473. Fammi toccare i tuoi piercing (ピアス触らせてください、です。?, Piasu sawara sete kudasai, desu.) |                        |                   |                        |
| 36 | 17 gennaio 2025 | ISBN 978-4-09-853813-3 | settembre 2025    | ISBN 978-88-349-3653-5 |
| 36 | Capitoli - 474. (おばあちゃんちで勉強です。?, Obāchan chi de benkyō desu.) - 475. (おばあちゃんちで勉強です。 ２?, Obāchan chi de benkyō desu. 2) - 476. (おばあちゃんちで勉強です。 ３?, Obāchan chi de benkyō desu. 3) - 477. (おばあちゃんちで勉強です。 ４?, Obāchan chi de benkyō desu. 4) - 478. (おばあちゃんちで勉強です。 ５?, Obāchan chi de benkyō desu. 5) - 479. (祖母家勉強会、晶ちゃん襲来です。?, Sobo-ka benkyō-kai, Akira-chan shūrai desu.) - 480. (親族です。?, Shinzoku desu.) - 481. (祖母家で年越しです。?, Sobo-ka de toshikoshi desu.) - 482. (大晦日の夜です。?, Ōmisoka no yoru desu.) - 483. (初詣、巫女、安産お守りです。?, Hatsumōde, miko, anzan omamori desu.) - 484. (レタスです。?, Retasu desu.) - 485. (新見家です。?, Nīmi-ka desu.) - 486. (山芋掘りです。?, Yamaimo hori desu.) - 487. (本番です。?, Honban desu.) |                        |                   |                        |
| 37 | 18 marzo 2025 | ISBN 978-4-09-854029-7 | —                 | —                      |
| 37 | Capitoli - 488. (頑張り屋です。?, Ganbariya desu.) - 489. (普通自動車第一種免許です。?, Futsū jidōsha dai isshu menkyo desu.) - 490. (大きさランキングです。?, Ōki-sa Rankingu desu.) - 491. (お手紙です。?, O tegami desu.) - 492. (賃貸さがしです。?, Chintai sagashi desu.) - 493. (山井さんです。?, Yamai-san desu.) - 494. (妄想です。5?, Mōsō desu. 5) - 495. (卒業式の準備です。?, Sotsugyōshiki no junbi desu.) - 496. (卒業アルバムです。?, Sotsugyō Arubamu desu.) - 497. (卒業アルバムです。2?, Sotsugyō Arubamu desu. 2) - 498. (私の卒業式です。前編。?, Watashi no sotsugyōshiki desu. Zenpen.) - 499. (私の卒業式です。後編?, Watashi no sotsugyōshiki desu. Kōhen) |                        |                   |                        |

### Anime

Logo della serie anime

L'11 maggio 2021 Tomohito Oda ha annunciato ufficialmente su Twitter la realizzazione di una serie animata basata sul manga. La serie, prodotta dalla Oriental Light and Magic con la regia di Kazuki Kawagoe e la sceneggiatura di Deko Akao, è stata trasmessa dal 6 ottobre al 22 dicembre 2021 su TV Tokyo. Netflix ha trasmesso in streaming la serie a livello internazionale a partire dal 21 ottobre 2021 al 6 gennaio 2022, con episodi in uscita su base settimanale. Il doppiaggio italiano è stato inserito sulla piattaforma il 7 febbraio 2022. La sigla d'apertura è Cinderella cantata da Cider Girl mentre quella di chiusura è Hikareinochi di Kitri.
Una seconda stagione è stata annunciata subito dopo la conclusione della prima; è stata trasmessa dal 6 aprile al 22 giugno 2022 in Giappone ed è stata pubblicata in Italia dal 27 aprile al 13 luglio su Netflix. Miku Itō canta la sigla d'apertura Ao 100 iro mentre FantasticYouth quella di chiusura Koshaberi biyori. Il doppiaggio italiano della seconda stagione è stato inserito sulla piattaforma il 1º settembre 2022.

#### Episodi

##### Prima stagione
| Nº | Titolo italiano Giapponese 「Kanji」 - Rōmaji - Traduzione letterale | In onda          | In onda         |
| Nº | Titolo italiano Giapponese 「Kanji」 - Rōmaji - Traduzione letterale | Giapponese       | Italiano        |
| 1  | È solo che vorrei riuscire a parlare. 「喋りたいんです。」 - Shaberitain desu. – "Voglio parlare con te." | 6 ottobre 2021   | 7 febbraio 2022 |
| 2  | È solo un amico d'infanzia. Inoltre. 「幼馴染です。」 - Osananajimi desu. – "L'amico d'infanzia."「殺し屋じゃないです。」 - Koroshiya ja nai desu. – "Non è un'assassina."「はじめてのおつかいです。」 - Hajimete no otsukai desu. – "La prima commissione." | 13 ottobre 2021  | 7 febbraio 2022 |
| 3  | È solo ansia da prestazione. Inoltre. 「あがり症です。」 - Agarishō desu. – "È nervosa."「携帯電話です。」 - Keitai denwa desu. – "Il telefono cellulare."「委員会決です。」 - Iinkaigi desu. – "L'elezione del rappresentante di classe."「間違い電話です。」 - Machigai denwa desu. – "Una telefonata accidentale."「斉藤さんです。」 - Saitō-san desu. – "Saito."                                                                                    | 20 ottobre 2021  | 7 febbraio 2022 |
| 4  | È solo fisico. Inoltre. 「身体検査です。」 - Shintai kensa desu. – "La visita di controllo."「恋です。」 - Koi desu. – "È innamorata." | 27 ottobre 2021  | 7 febbraio 2022 |
| 5  | È solo la mia uniforme estiva. Inoltre. 「夏服です。」 - Natsufuku desu. – "L'uniforme estiva."「体力測定です。」 - Tairyoku sokutei desu. – "Prova di forza fisica."「ヤサイニンニクアブラマシマシカラメです。」 - Yasai ninniku abura mashi mashi karame desu. – "Verdure, aglio ripieno di olio e tagliolini caramellati."「血の契約です。」 - Chi no keiyaku desu. – "Il patto di sangue."                                                          | 3 novembre 2021  | 7 febbraio 2022 |
| 6  | È solo uno scherzo. Inoltre. 「ギャグです。」 - Gyagu desu. – "È uno scherzo."「買い物です。」 - Kaimono desu. – "Fare la spesa."「美容院です。」 - Biyōin desu. – "Il salone di bellezza."「モヤモヤです。」 - Moyamoya desu. – "Preoccupazioni."「テスト勉強です。」 - Tesuto benkyō desu. – "Studiare per i test."「夏休みです。」 - Natsuyasumi desu. – "Le vacanze estive."                                                                        | 10 novembre 2021 | 7 febbraio 2022 |
| 7  | È solo la piscina. Inoltre. 「プールです。」 - Pūru desu. – "La piscina."「かき氷です。」 - Kakigōri desu. – "La granita."「図書館です。」 - Toshokan desu. – "La biblioteca."「公園です。」 - Kōen desu. – "Il parco." | 17 novembre 2021 | 7 febbraio 2022 |
| 8  | È solo Obon. Inoltre. 「お盆です。」 - Obon desu. – "L'Obon"「お祭りです。」 - Omatsuri desu. – "Il festival."「夏休みも終わりです。」 - Natsuyasumi mo owari desu. – "Le vacanze estive sono finite." | 24 novembre 2021 | 7 febbraio 2022 |
| 9  | È solo un campagnolo. Inoltre. 「田舎の子です。」 - Inaka no ko desu. – "La ragazza di campagna."「テレビゲームです。」 - Terebi Gēmu desu. – "Il videogioco."「アルバイトです。」 - Arubaito desu. – "Lavoro part-time."「顔にゴミがついてます…です。」 - Kao ni gomi ga tsuitemasu... desu. – "Hai qualcosa in faccia." | 1º dicembre 2021 | 7 febbraio 2022 |
| 10 | È solo il giorno dello sport. Inoltre. 「体育祭です。」 - Taiikusai desu. – "Il festival sportivo."「ちょっと苦しいような気持ちです。」 - Chotto kurushii yō na kimochi desu. – "Dolori emotivi."「プリントシールです。」 - Purinto shīru desu. – "Stampo adesivo." | 8 dicembre 2021  | 7 febbraio 2022 |
| 11 | Sono solo proposte per il festival della cultura. Inoltre. 「文化祭の出し物です。」 - Bunkasai no dashimono desu. – "Il progetto del festival culturale."「文化祭準備です。」 - Bunkasai junbi desu. – "I preparativi del festival culturale."「チラシ配りです。」 - Chirashi kubari desu. – "Distribuire i volantini."「文化祭前日です。」 - Bunkasai zenjitsu desu. – "La vigilia del festival culturale."「メイドです。」 - Meido desu. – "Le maid." | 15 dicembre 2021 | 7 febbraio 2022 |
| 12 | È solo il festival della cultura. 「文化祭です。」 - Bunkasai desu. – "Il festival culturale."「後夜祭です。」 - Kōyasai desu. – "La cerimonia di chiusura."「打ち上げです。」 - Uchiage desu. – "Il dopo-festa." | 22 dicembre 2021 | 7 febbraio 2022 |

##### Seconda stagione
| Nº | Titolo italiano Giapponese 「Kanji」 - Rōmaji - Traduzione letterale | In onda        | In onda        |
| Nº | Titolo italiano Giapponese 「Kanji」 - Rōmaji - Traduzione letterale | Giapponese     | Italiano       |
| 1  | È solo arrivato l'inverno. Inoltre. 「冬の訪れです。」 - Fuyu no otozure desu. – "L'arrivo dell'inverno."「不良です。」 - Furyō desu. – "Un teppista."「中々さんちで勉強です。」 - Nakanaka-san chi de benkyō desu. – "Studiare a casa di Nakanaka."「期末テストです。」 - Kimatsu Tesuto desu. – "Gli esami di fine quadrimestre." | 6 aprile 2022  | 27 aprile 2022 |
| 2  | È solo un tifone. Inoltre. 「台風です。」 - Taifū desu. – "È solo un tifone."「妄想です。」 - Mōsō desu. – "Fantasticare."「ネコカフェです。」 - Neko Kafe desu. – "Il neko café."「愛してるゲームです。」 - Ai shiteru Gēmu desu. – "Il gioco del ti amo."                                                                         | 13 aprile 2022 | 4 maggio 2022  |
| 3  | È solo una sensazione. Inoltre. 「気持ちです。」 - Kimochi desu. – "È solo una sensazione."「妄想です。」 - Mōsō desu. – "Fantasticare, seconda parte."「お昼のお誘いです。」 - Ohiru no osasoi desu. – "L'invito a pranzo."「石焼き芋です。」 - Ishi yakiimo desu. – "Le patate dolci arrosto."                                    | 20 aprile 2022 | 11 maggio 2022 |
| 4  | È solo un felice Natale. Inoltre. 「メリークリスマス…です。」 - Merī Kurisumasu... desu. – "Buon Natale." | 27 aprile 2022 | 18 maggio 2022 |
| 5  | È solo un pupazzo di neve. Inoltre. 「雪だるまです。」 - Yukidaruma desu. – "Il pupazzo di neve."「雪合戦です。」 - Yukigassen desu. – "Guerra di palle di neve."「年末です。」 - Nenmatsu desu. – "L'ultimo dell'anno."「元旦です。」 - Gantan desu. – "Capodanno."                                                                | 4 maggio 2022  | 25 maggio 2022 |
| 6  | È solo Capodanno per tutti. Inoltre. 「それぞれのお正月です。」 - Sorezore no oshōgatsu desu. – "Il Capodanno degli amici."「アイススケートです。」 - Aisu Sukēto desu. – "Il pattinaggio sul ghiaccio."「風邪です。」 - Kaze desu. – "Il raffreddore."                                                                             | 11 maggio 2022 | 1º giugno 2022 |
| 7  | È solo un malinteso. Inoltre 「誤解です。」 - Gokai desu. – "L'equivoco."「幻覚です。」 - Genkaku desu. – "Un'allucinazione?"「ナルシストです。」 - Narushisuto desu. – "Il narcisista."「修学旅行の班決めです。」 - Shūgakuryokō no Han kime desu. – "La divisione in gruppi per la gita scolastica."                              | 18 maggio 2022 | 8 giugno 2022  |
| 8  | È solo la gita scolastica. Inoltre. 「修学旅行です。」 - Shūgakuryokō desu. – "La gita scolastica." | 25 maggio 2022 | 15 giugno 2022 |
| 9  | È solo il secondo giorno della gita. Inoltre. 「修学旅行2日目です。」 - Shūgakuryokō 2-nichi-me desu. – "Il secondo giorno della gita scolastica." | 1º giugno 2022 | 22 giugno 2022 |
| 10 | È solo San Valentino. Inoltre. 「バレンタインです。」 - Barentain desu. – "San Valentino." | 8 giugno 2022  | 29 giugno 2022 |
| 11 | Sono solo calze smagliate. Inoltre. 「伝線です。」 - Densen desu. – "La smagliatura."「鬼に金棒です。」 - Oninikanabō desu. – "Come dare una mazza a un demone."「甘いです。」 - Amai desu. – "Dolcezza."「ケンカです。」 - Kenka desu. – "La litigata."                                                                            | 15 giugno 2022 | 6 luglio 2022  |
| 12 | È solo White Day. Inoltre. 「ホワイトデーです。」 - Howaito Dē desu. – "White day."「1年間です。」 - 1-nenkan desu. – "Un anno." | 22 giugno 2022 | 13 luglio 2022 |

### Serie live-action
È stata realizzata una serie televisiva live action di otto episodi basata sul manga diretta da Toichiro Ruto e sceneggiata da Fumie Mizuhashi, con la modella e attrice Elaiza Ikeda nei panni di Komi e Takahisa Masuda in quelli di Tadano. L'uscita della serie è avvenuta il 6 settembre 2021.

## Accoglienza

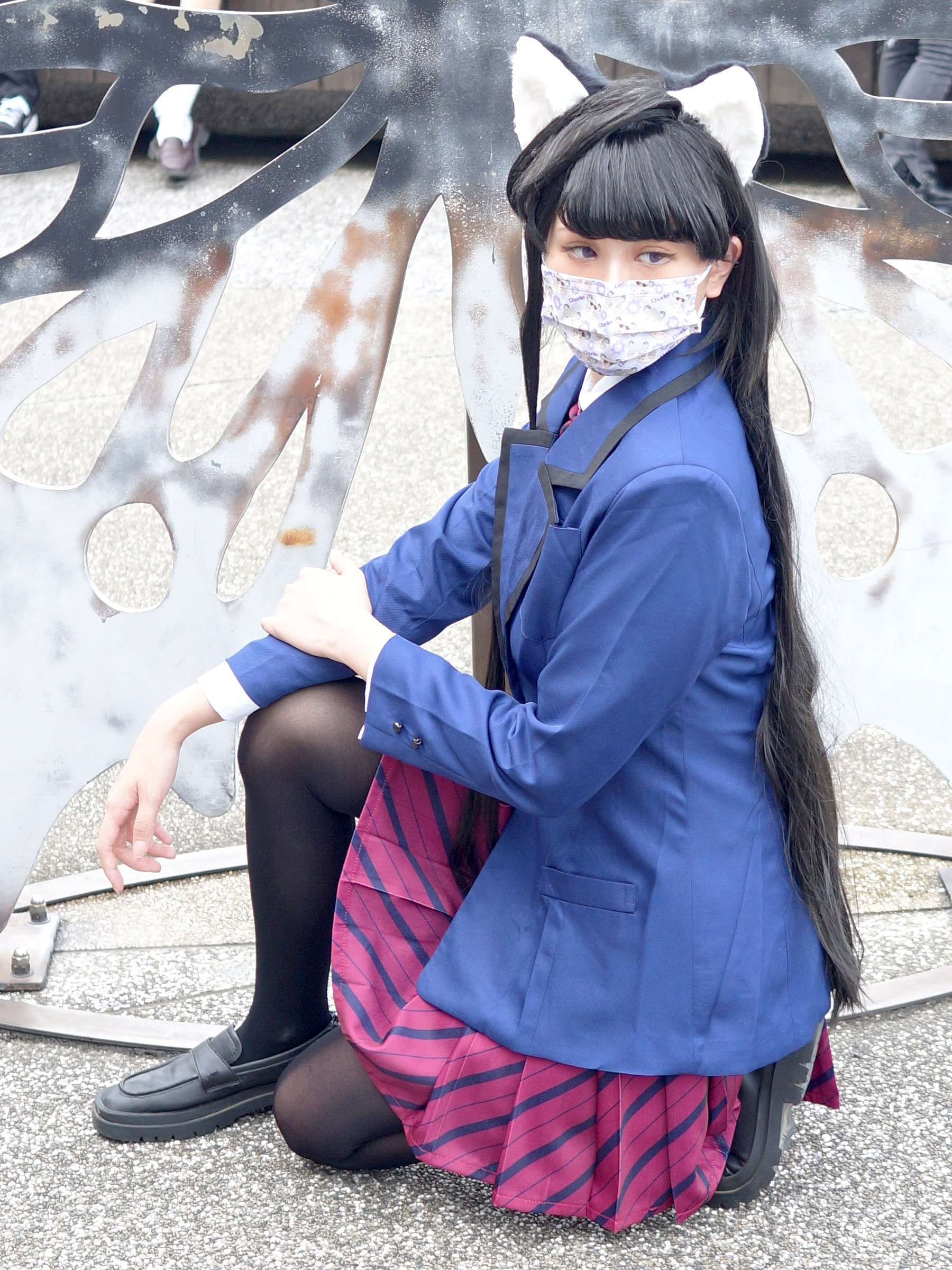
Cosplayer di Komi

Al settembre 2018, i primi dieci tankōbon hanno oltre due milioni di copie in circolazione, mentre al febbraio 2021 i venti volumi pubblicati hanno superato i cinque milioni.
In una recensione del primo volume su Anime News Network, Rebecca Silverman definisce questa serie come "una storiella carina dotata di umorismo e una distinta mancanza di crudeltà che non rompe nessuna nuova barriera ma è definitivamente divertente da leggere". Faye Hopper trova delle difficoltà nel definire se l'umorismo della serie si trova nel "comportamento bizzarro e assurdo" di Komi o se è una "legittima raffigurazione dell'ansia nella quale ci riscontriamo". Hopper ha inoltre definito il personaggio di Najimi come una "battuta transfobica", criticando le battute sulla sua fluidità di genere, definendolo "estremamente privo di gusto" e che "mina il messaggio dell'opera prendendo alla leggera la condizione di una comunità già marginalizzata". Nonostante ciò, Hopper conferma che la serie "ha successo nonostante una premessa potenzialmente nociva", facendo notare anche che gli altri personaggi sono "disfunzionali come Komi, creando una base solida di compassione e facendo un buon lavoro non classificandola come una strana eccezione sociale". AnimeClick lo definisce "una spassosa storia sulle difficoltà dell'adolescenza che può allietare e scaldare i cuori dei più grazie a una protagonista dalla dolcissima carica di simpatia e tenerezza", sostenendo però che, essendo incentrato sulla protagonista con l'aggiunta di via via più personaggi, rischia di diventare noioso per chi non si appassiona sin dal primo volume.
L'opera ha vinto anche vari premi sia a favore del manga che dell'anime. Nel marzo 2020 il manga ha vinto il concorso annuale giapponese "Manga che vorremmo vedere animati", superando titoli come Spy × Family e Chainsaw Man. La serie ha poi vinto nel gennaio 2022 il premio come miglior shōnen alla 67ª edizione degli Shogakukan Manga Awards. Nel febbraio dello stesso anno l'anime ha vinto il premio di miglior commedia ai Crunchyroll Anime Awards, ricevendo delle nomination anche nella categoria di miglior serie romantica e miglior personaggio femminile per la protagonista Shouko.